# Onegai Dakara...
"Onegai Dakara..." (お願いだから・・・, "Então por favor") é o 7º single da cantora japonesa Mano Erina do Hello! Project. O single foi lançado em 12 de Maio de 2010. O single V DVD foi lançado em 19 de Maio de 2010. Ambas as edições limitadas continham um bilhete para entrar num evento especial e um DVD.

## Faixas

### CD
1. "Onegai Dakara..." (お願いだから・・・, "Então por favor")
2. "Hana Kotoba" (-, "Linguagem das Flores")
3. "Onegai Dakara... (Instrumental)"

### DVD da Edição Limitada A
POR ANUNCIAR

### DVD da Edição Limitada B
POR ANUNCIAR

### Single V DVD
POR ANUNCIAR

## Promoção

### Performances
- [09/05] NHK - SataTen  [5][6]

### Programas de Televisão
- [20/04] FujiTV "Den of Premier"
- [25/04] FujiTV "Red Carpet"
- [04/05] "Piramekiino"
- [??/??] "Mujack"
- [19/05] NTV "Hamachan ga!"
- [20/05] Yomiuri "Hamachan ga!"

### Rádio
- [07/04] BayFM - ON8[7](Primeira Vez que foi Tocado o Single)
- [05/05] CBC "Primavera Magical Illusion & Mano Erina LIVE"
- [12/05] Bayfm78 "ON8"
- [15/05] FM-FUJI "SUPER HITS TOP40"
- [15/05] CBC Radio "Saturday's night "Nagaoka Special"

### Revistas
- [14/04] "CD&DL Data"
- [22/04] "Weekly Young Jump"
- [24/04] "BLT"
- [24/04] "get navi"
- [08/05] "BOMB"
- [14/05] "FRIDAY" (Cover)
- [21/05] "Young Gan Gan" (Cover)
- [26/05] "Yang Yang"
- [29/05] "Mac People"
- [??/05] "Men's Brand"

## Posições

### Posições no Oricon

#### Single
| Segunda | Terça | Quarta | Quinta | Sexta | Sabado | Domingo | Lugar | Vendas | Total de Vendas |
| ------- | ----- | ------ | ------ | ----- | ------ | ------- | ----- | ------ | --------------- |
| --      | #7    | #16    | #10    | #13   | #10    | #8      | #10   | 13,339 | 13,339          |
| 36      | --    | --     | --     | --    | --     | --      | #94   | **,643 | 13,982          |

#### Single V
| Segunda | Terça | Quarta | Quinta | Sexta | Sabado | Domingo | Lugar | Vendas | Total de Vendas |
| ------- | ----- | ------ | ------ | ----- | ------ | ------- | ----- | ------ | --------------- |
| --      | #6    | #10    | #16    | #17   | --     | --      | #10   | 1,335  | 1,335           |
| --      | --    | --     | --     | --    | --     | --      | --    | --     | --              |